# 德里克·赫尔顿
德里克·赫尔顿（英語：Derrick Helton，1985年—），美国男子轮椅橄榄球运动员。他曾代表美国参加2012年夏季残疾人奥林匹克运动会轮椅橄榄球比赛，获得一枚铜牌。